# Drasteriodes kisilkumensis
Drasteriodes kisilkumensis är en fjärilsart som beskrevs av Nicolas Grigorevich Erschoff 1874. Drasteriodes kisilkumensis ingår i släktet Drasteriodes och familjen nattflyn. Inga underarter finns listade i Catalogue of Life.